# Йозеф Швейк
Йозеф Швейк (Добрият войник Швейк) е сатиричен герой, измислен от чешкия писател Ярослав Хашек. Добрият войник е главен герой на гротескния антивоенен роман „Приключенията на добрия войник Швейк през Световната война“. Смята се, че за негов прототип е послужил Франтишек Страшлипка. Много от похожденията на Швейк носят явен автобиографичен характер.

## Образ
Йозеф Швейк е чешки търговец на кучета, който веднъж е отстранен от войската поради слабоумие. В навечерието на Първата световна война той отново е призован в армията и изпратен на Източния фронт, като му се отрежда ролята на „пушечно месо“. Късметът на Швейк го спасява от предначертаната му участ. Особеностите на характера му – забавен, разговорчив, жизнерадостен, простодушен, го правят подходящ за протеже или свръзка на различни хора. За предишния живот на Швейк читателят разбира от разказите му. За всяка ситуация, в която попада в течение на мобилизацията си, той има разказ.
Визуалният образ на Йозеф Швейк е плод на чешкия художник Йозеф Лада, автор на илюстрациите към първото издание на романа.